# Libbretta
Libbretta, das Pfündchen, war ein Volumenmaß für Öl in Lucca. Es war das kleinere Maß der Libbra (eigentlich eine Masseneinheit), welches als Ölmaß mit 0,365 Liter (0,36487 Liter entsprach 0,3345 Kilogramm bei Öl) gerechnet wurde.
- 1 Libbretta = 1/12 Libbra = 0,030406 Liter